# Aloe fleurentiniorum
Aloe fleurentiniorum ist eine Pflanzenart der Gattung der Aloen in der Unterfamilie der Affodillgewächse (Asphodeloideae). Das Artepitheton fleurentinorum ehrt den französischen Medizintechniker Jacky Fleurentin und dessen Frau Martine.

## Beschreibung

### Vegetative Merkmale
Aloe fleurentiniorum wächst stammlos und einfach. Die acht bis zwölf lanzettlichen Laubblätter bilden Rosetten. Die dunkelgrüne, gelegentlich bräunlich überhauchte Blattspreite ist 20 bis 30 Zentimeter lang und 6 bis 7 Zentimeter breit. Die Blattoberfläche ist rau. Die festen, weißlichen Zähne am Blattrand sind 1 bis 1,5 Millimeter lang. Der gelbe Blattsaft wird an der Luft bräunlich.

### Blütenstände und Blüten
Der Blütenstand besteht aus drei bis sechs Zweigen und erreicht eine Länge von 35 bis 40 Zentimeter. Die lockeren, zylindrischen Trauben bestehen aus zehn bis 20 Blüten. Die spitzen Brakteen weisen eine Länge von 6 bis 8 Millimeter auf. Die leuchtend roten Blüten sind an der Mündung gelb und stehen an 11 Millimeter langen Blütenstielen. Die Blüten sind 31 bis 33 Millimeter lang und an ihrer Basis sehr kurz verschmälert. Auf Höhe des Fruchtknotens weisen die Blüten einen Durchmesser von 8 Millimeter auf. Darüber sind sie kaum verengt. Ihre äußeren Perigonblätter sind auf einer Länge von 9 bis 10 Millimetern nicht miteinander verwachsen. Die Staubblätter ragen 1 bis 2 Millimeter und der Griffel ragt nicht aus der Blüte heraus.

### Genetik
Die Chromosomenzahl beträgt {\displaystyle 2n=14}.

## Systematik und Verbreitung
Aloe fleurentiniorum ist in Jemen und im Südwesten von Saudi-Arabien auf felsigen Hängen in Höhen von 1500 bis 2250 Metern verbreitet. 
Die Erstbeschreibung als Aloe fleurentinorum durch John Jacob Lavranos und Leonard Eric Newton wurde 1977 veröffentlicht. Die Schreibweise wurde später gemäß ICBN-Artikel 60.1 korrigiert. Ein Synonym ist Aloe edentata Lavranos & Collen. (2000).

## Nachweise